# Alojzy Winiarz
Alojzy Winiarz (ur. 1868 we Lwowie, zm. 20 sierpnia 1912 we Lwowie) – polski prawnik, historyk.

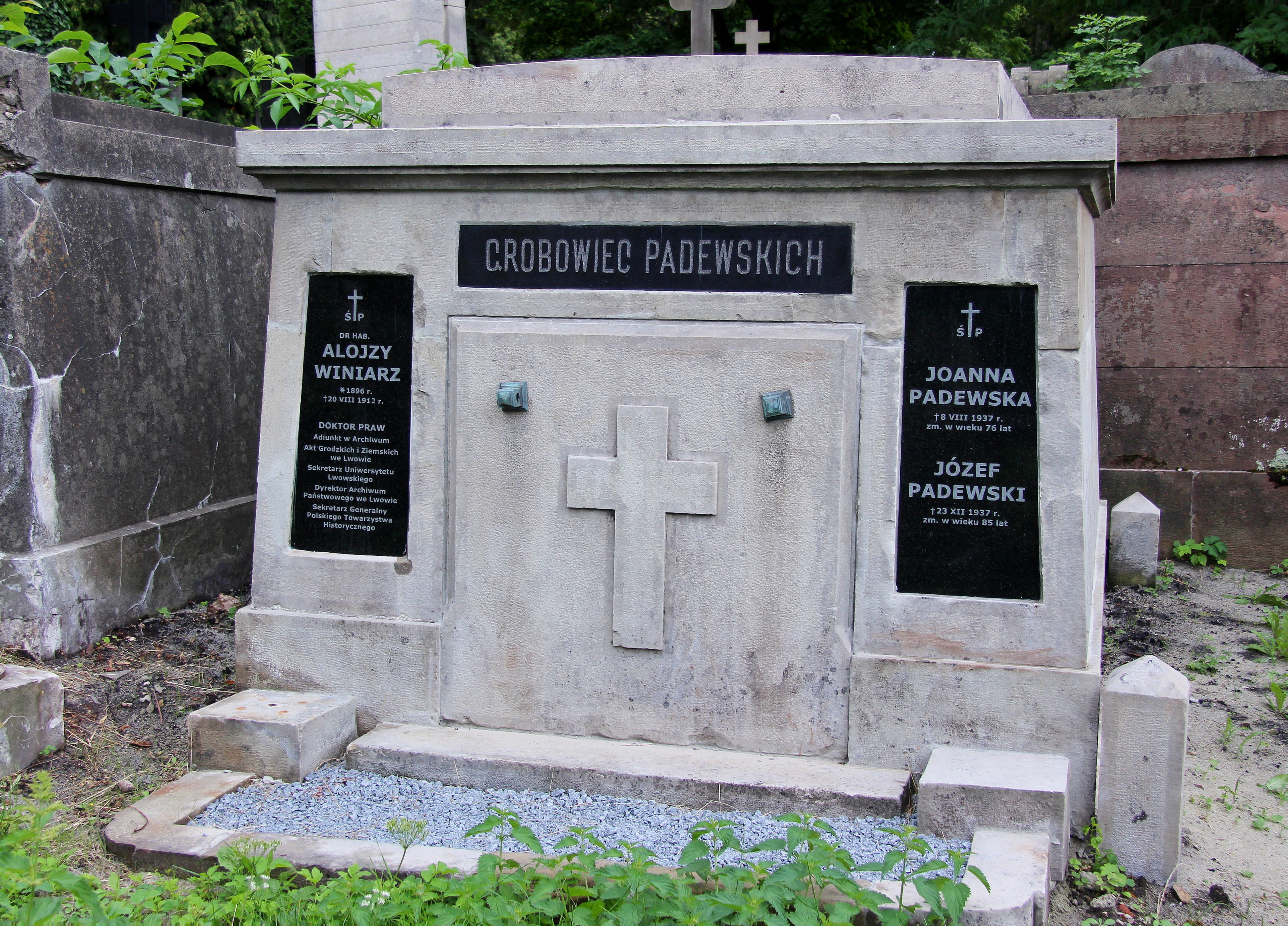
Miejsce pochowku Alojzy Winiarza w grobowcu Padewskich

## Życiorys
Był absolwentem studiów prawniczych na Uniwersytecie Lwowskim, uczniem Oswalda Balzera, w 1890 uzyskał stopień doktora praw. Następnie kontynuował studia historyczne w Berlinie i Wiedniu. W 1896 uczestniczył w tzw. Ekspedycji Rzymskiej Akademii Umiejętności. Habilitował się w 1897 na podstawie pracy Rzecz o zwodzie zwyczajów prawnych mazowieckich układu Wawrzyńca z Prażmowa, w latach 1897-1901 pracował jako adiunkt w Archiwum Akt Grodzkich i Ziemskich we Lwowie. Od 1901 był sekretarzem Uniwersytetu Lwowskiego. Pełniąc to stanowisko w styczniu 1907 został ranny w głowę podczas ataku studentów narodowości rusińskiej (hajdamaków) na uczelnię. Zamieszkiwał przy ulicy Mochnackiego we Lwowie, gdzie następnie zgromadzili się licznie polscy studenci w manifestacji wspierającej rannego Winiarza. Od 1908 był kierownikiem, od 1910 dyrektorem Archiwum Państwowego we Lwowie, równocześnie kontynuował działalność dydaktyczną w zakresie prawa polskiego i prawa niemieckiego.
Od 1902 do 1905 był sekretarzem generalnym Polskiego Towarzystwa Historycznego.
Został pochowany na Cmentarzu Łyczakowskim we Lwowie.

## Publikacje
- Sądy boże w Polsce (1891)[6]
- O zwodzie zwyczajów prawnych mazowieckich układu Wawrzyńca z Prażmowa (1895)
- Polskie prawo dziedziczenia kobiet w wiekach średnich (1897)
- Polskie prawo majątkowe-małżeńskie w wiekach średnich (1898)
- Sądownictwo Rektora Uniwersytetu Krakowskiego w wiekach średnich (1900)
- Erbleihe und Rentenkauf in Österreich ob und unter der Enns im Mittelalter (1906)[7]
- Z dziejów archiwum Namiestnictwa we Lwowie (1909)